# 索纳
索纳（義大利語：Sona），是意大利威尼托大区维罗纳省的一个市镇。总面积41.14平方公里，人口16992人，人口密度413.0人/平方公里（2009年）。国家统计（ISTAT）代码为023083。

## 友好城市
- 德国宾根附近魏勒
- 波蘭瓦多維采